# Blankenburg (Berlino)
Blankenburg è un quartiere di Berlino, appartenente al distretto di Pankow.

## Posizione
Blankenburg si trova nella zona nord-orientale della città. Procedendo da nord in senso orario, confina con i quartieri di Französisch Buchholz, Karow, Stadtrandsiedlung Malchow, Heinersdorf e Pankow.